# Свети Атанасий (Елешница)
Вижте пояснителната страница за други значения на Свети Атанасий.
„Свети Атанасий“ е българска възрожденска църква в разложкото село Елешница, България, част от Неврокопската епархия на Българската православна църква. Обявена е за паметник на културата.

## Архитектура
Църквата е построена в 1835 година. В архитектурно отношение е голяма трикорбна каменна псевдобазилика с допълнителни нартекс и камбанария от западната страна. Размерите са 28 m Х 12 m. В централният кораб върху тавана е поставено изображение на Христос Вседържител, рисувано върху платно. Иконостасът е дървен, триделен, изцяло рисуван с изключение на резбованите царски двери и венчилката. На осемте цокълни табла има сцени от Шестоднева. 46-те иконостасни икони от 1882 година са дело на Симеон Молеров. Иконите са изпълнени с тънък декоративен усет и свободен рисунък. Ценност е Сребърното евангелие, старопечатна книга от 1748 г., Москва.